# Südafrikanische Cricket-Nationalmannschaft in Neuseeland in der Saison 2021/22
Die Tour der südafrikanischen Cricket-Nationalmannschaft nach Neuseeland in der Saison 2021/22 fand vom 17. Februar bis zum 1. März 2022 statt. Die internationale Cricket-Tour war Bestandteil der Internationalen Cricket-Saison 2021/22 und umfasste zwei Tests. Die Tests waren Teil der ICC World Test Championship 2021–2023. Die Serie endete 1–1 unentschieden.

## Vorgeschichte
Neuseeland spielte zuvor eine Tour gegen Bangladesch, Südafrika eine Tour gegen Indien. Das letzte Aufeinandertreffen zwischen den beiden Mannschaften bei einer Tour fand in der Saison 2016/17 in Neuseeland statt.

## Stadion
Das folgende Stadion wurde für die Tour als Austragungsort vorgesehen und am 27. Januar 2022 bekanntgegeben. Ursprünglich war geplant ein Spiel auch in Wellington auszutragen, doch auf Grund der COVID-19-Pandemie wurden beide Tests auf Christchurch beschränkt.
| Stadion     | Stadt        | Kapazität | Spiele       |
| ----------- | ------------ | --------- | ------------ |
| Hagley Oval | Christchurch | 20.000    | 1. & 2. Test |

## Kaderlisten
Südafrika benannte seinen Kader am 26. Januar 2022.
Neuseeland benannte seinen Kader am 7. Februar 2022.
| Test | Test |
| Neuseeland | Südafrika |
| --- | --- |
| - Tom Latham (K) - Tom Blundell (wk) - Devon Conway - Colin de Grandhomme - Cam Fletcher - Matt Henry - Kyle Jamieson - Daryl Mitchell - Henry Nicholls - Rachin Ravindra - Hamish Rutherford - Tim Southee - Blair Tickner - Neil Wagner - Will Young | - Dean Elgar (K) - Temba Bavuma - Sarel Erwee - Zubayr Hamza - Simon Harmer - Marco Jansen - Keshav Maharaj - Aiden Markram - Wiaan Mulder - Lungi Ngidi - Duanne Olivier - Keegan Petersen - Kagiso Rabada - Ryan Rickelton - Lutho Sipamla - Glenton Stuurman - Rassie van der Dussen - Kyle Verreynne |

## Tests

### Erster Test in Christchurch
| 17. – 21. Februar Scorecard | Christchurch | Südafrika 95 (49.5)                               | – | Neuseeland 482 (117.5) & 111 (41.4) |
|                             |              | Neuseeland gewinnt mit einem Innings und 276 Runs |   |                                     |

Neuseeland gewann den Münzwurf und entschied sich als Feldmannschaft zu beginnen. Für Südafrika konnte Eröffnungs-Batter Sarel Erwee 10 Runs und der dritte Schlagmann Aiden Markram 15 Runs erzielen. Eine Partnerschaft bildete sich erst später zwischen Zubayr Hamza und Kyle Verreynne, die jedoch nur 33 Runs erreichten. Hamza schied nach 25 Runs aus und Verreynne nach 18. Nach 95 Runs endete dann das Innings kurz vor der Tee-Pause. Bester Bowler für Neuseeland war Matt Henry mit 7 Wickets für 23 Runs. Für Neuseeland bildete sich die erste größere Partnerschaft zwischen dem dritten Schlagmann Devon Conway und der Nummer 4, Henry Nicholls. Conway erreichte 36 Runs, bevor der Tag beim Stand von 116/3 endete. Der zweite Tag konnten an der Seite von Nicholls Neil Wagner 49 Runs und Daryl Mitchell 16 Runs erzielen, bevor Nichols nach einem Century über 105 Runs aus 163 Bällen ausschied. Daraufhin etablierte sich Tom Blundell. An dessen Seite konnte Colin de Grandhomme 45 Runs und Kyle Jamieson 15 Runs erreichen, bevor die Partnerschaft um das letzte Wicket zusammen mit Matt Henry 94 Runs erreichte. Blundell verlor das Wicket nach 96 Runs, als Henry ein Fifty über 58* Runs aufzuweisen hatte. Bester südafrikanischer Bowler war Duanne Olivier mit 3 Wickets für 100 Runs. Südafrika verlor früh drei Wickets, bevor der Tag beim Stand von 34/3 endete. Am dritten Tag konnten Temba Bavuma und Kyle Verreynne eine Partnerschaft über 41 Runs erzielen, bevor Bavuma nach 41 Runs ausschied und kurz darauf auch Verreynne nach 30 Runs sein Wicket verlor. Die verbliebenen Batter konnten nicht mehr viel hinzufügen und so endete das Spiel mit einer Innings-Niederlage noch vor dem Lunch. Bester Bowler für Neuseeland war Tim Southee mit 5 Wickets für 35 Runs. Als Spieler des Spiels wurde Matt Henry ausgezeichnet.

### Zweiter Test in Christchurch
| 25. Februar – 1. März Scorecard | Christchurch | Südafrika 364 (133) & 354-9d (100) | – | Neuseeland 293 (80) & 227 (93.5) |
|                                 |              | Südafrika gewinnt mit 198 Runs     |   |                                  |

Südafrika gewann den Münzwurf und entschied sich als Schlagmannschaft zu beginnen. Als Eröffnungs-Batter konnten für Südafrika Kapitän Dean Elgar und Sarel Erwee eine Partnerschaft über 111 Runs erzielen. Nachdem Elgar nach 41 Runs ausgeschieden war, konnte Aiden Markram an der Seite von Erwee 42 Runs erreichen. Es folgte Rassie van der Dussen und der Tag endete beim Stand von 238/3. Am zweiten Tag schied Erwee nach einem Century über 108 Runs aus 221 Bällen aus, bevor Temba Bavuma 29 Runs erreichte. Von den verbliebenen Battern konnten Marco Jansen und Keshav Maharaj eine Partnerschaft von 62 Runs erzielen, bevor Maharaj nach 36 Runs ausschied. Kurz darauf endete das Innings nach 364 Runs und Jansen hatte zu diesem Zeitpunkt 37* Runs erreicht. Beste Bowler für Neuseeland waren Neil Wagner mit 4 Wickets für 102 Runs und Matt Henry mit 3 Wickets für 90 Runs. Neuseeland verlor früh seine Eröffnungs-Batter und erst Henry Nicholls konnte 39 Runs erreichen. Danach konnten Daryl Mitchell und Colin de Grandhomme eine Partnerschaft aufbauen und der Tag endete beim Stand von 157/5. Am dritten Tag endete diese Partnerschaft nach 133 Runs, als Mitchell nach einem Half-Century über 60 Runs ausschied. An der Seite von de Grandhomme konnte Kyle Jamieson 13 Runs und Neil Wagner 21 Runs erreichen, bevor das letzte Wicket mit einem Rückstand von 71 Runs fiel. Zu diesem Zeitpunkt hatte de Grandhomme ein Century über 120* Runs aus 158 Bällen erzielt. Beste Bowler für Südafrika waren Kagiso Rabada mit 5 Wickets für 60 Runs und Marco Jansen mit 4 Wickets für 98 Runs. Für Südafrika konnte im zweiten Innings erst der vierte Schlagmann Rassie van der Dussen mit 45 Runs einen größeren Beitrag leisten, bevor Temba Bavuma nach 23 Runs sein Wicket verlor. Danach etablierte sich Kyle Verreynne und der Tag endete beim Stand von 140/5. Am vierten Tag konnte an der Seite von Verreynne Wiaan Mulder 35 Runs und Kagiso Rabada 47 Runs erreichen, bevor Südafrika nach einer Vorgabe von 426 Runs das Innings deklarierte. Verreynne hatte zu diesem Zeitpunkt ein Century über 136 Runs aus 187 Bällen erreicht. Für Neuseeland hatten vier Spieler jeweils 2 Wickets erzielt: Neil Wagner, Kyle Jamieson und Matt Henry für jeweils 81 Runs und Tim Southee für 90 Runs. Nachdem Neuseeland für seine Eröffnungs-Batter verloren hatte, konnte sich Devon Conway etablieren und Daryl Mitchell an seiner Seite 24 Runs erzielen. Es folgte Tom Blundell, bevor der Tag beim Stand von 94/4 endete. Am fünften Tag verlor Conway nach einem Half-Century über 92 Runs sein Wicket und Blundell verlor sein Wicket nach 44 Runs. Die verbliebenen Batter konnten dann die Vorgabe von Südafrika nicht mehr einholen. Für Südafrika erzielten drei Bowler jeweils drei Wickets: Kagiso Rabada für 46 Runs, Marco Jansen für 63 Runs und Keshav Maharaj für 75 Runs. Als Spieler des Spiels wurde Kagiso Rabada ausgezeichnet.

## Auszeichnungen

### Player of the Series
Als Player of the Series wurden der folgende Spieler ausgezeichnet.
| Serie | Player of the Series |
| ----- | -------------------- |
| Test  | Matt Henry           |

### Player of the Match
Als Player of the Match wurden die folgenden Spieler ausgezeichnet.
| Spiel   | Player of the Match |
| ------- | ------------------- |
| 1. Test | Matt Henry          |
| 2. Test | Kagiso Rabada       |